# Veliki Bukovec (Mače)
Veliki Bukovec est un village de la municipalité de Mače (comitat de Krapina-Zagorje) en Croatie. Au recensement de 2011, le village comptait 314 habitants.